# لوردو رانچتس، تگزاس
لوردو رانچتس (به انگلیسی: Laredo Ranchettes) یک منطقهٔ مسکونی در ایالات متحده آمریکا است که در شهرستان وب، تگزاس واقع شده‌است. لوردو رانچتس ۲۲ نفر جمعیت دارد و ۱۷۷ متر بالاتر از سطح دریا واقع شده‌است.